# Jeanne Itasse-Broquet
Pour les articles homonymes, voir Itasse et Broquet (homonymie).
Jeanne Itasse-Broquet, née Marie Gabrielle Zoé Jeanne Itasse le 21 septembre 1865 à Paris (14e arrondissement) et morte le 12 janvier 1941 à Paris (16e arrondissement), est une sculptrice française.

## Biographie
Jeanne Itasse est la fille ainée du sculpteur Adolphe Itasse dont elle fut l’élève.
Elle débute  au Salon des artistes français de 1879 et expose régulièrement à ce Salon jusqu’en 1938. Jeanne Itasse-Broquet obtient de nombreuses récompenses, dont une médaille à l'Exposition universelle de 1893 à Chicago et une médaille d'argent à celle de Paris en 1900. Elle obtient en 1891 une bourse de voyage et une invitation par le vice-roi d'Égypte grâce à sa sculpture Harpiste égyptienne.
Elle épouse le sculpteur Gaston Broquet le 19 août 1911 à Auteuil.
Jeanne Itasse-Broquet meurt à Paris le 12 janvier 1941 et est inhumée au cimetière du Père-Lachaise (31e division).

## Œuvres dans les collections publiques

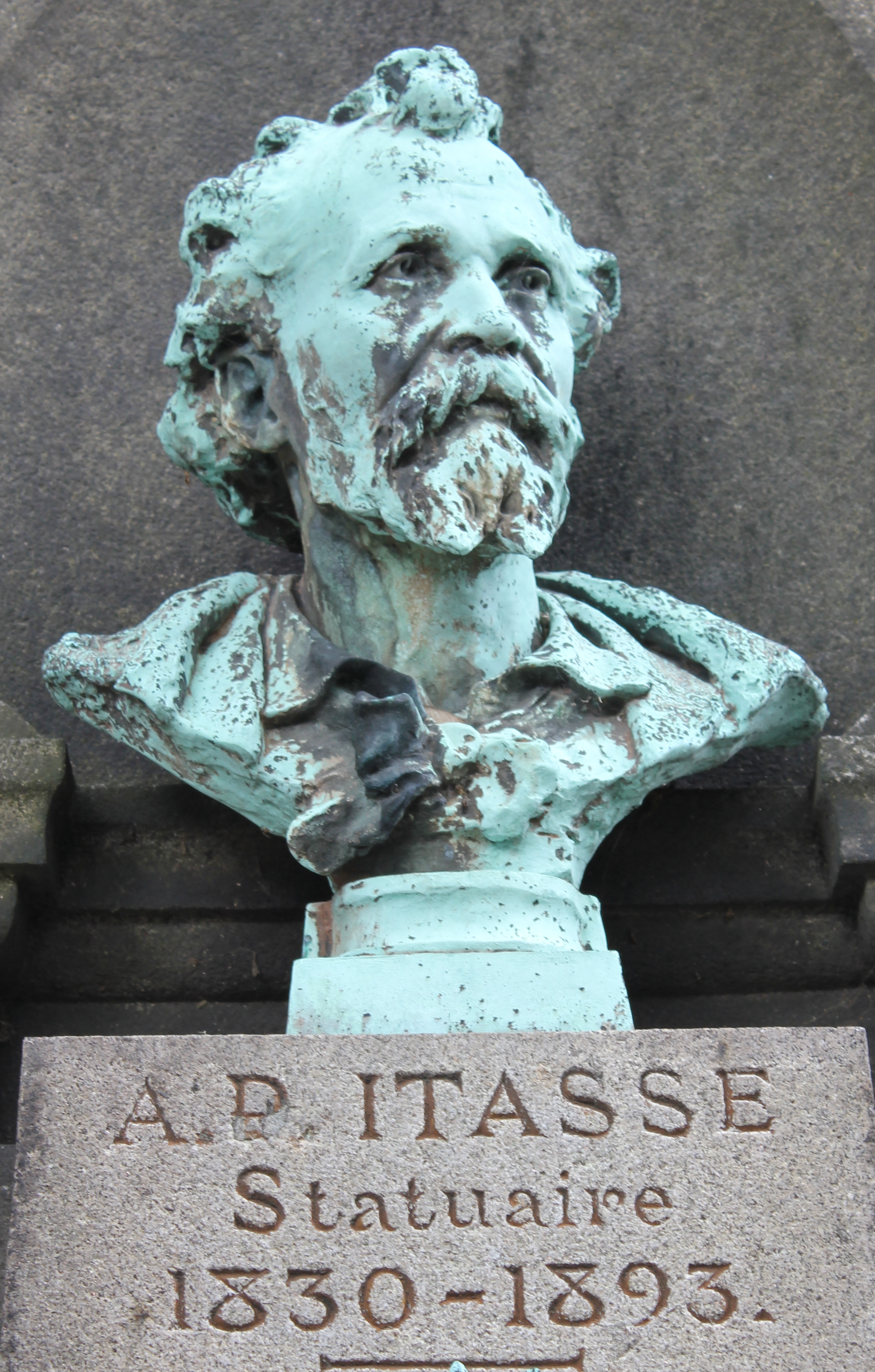
Adolphe Itasse, Paris, cimetière du Père-Lachaise. Buste de son père.

- Agen, musée des beaux-arts : Bacchante, plâtre[3].
- Avignon, musée Calvet : Adolphe Itasse, buste en bronze[4].
- Dol-de-Bretagne : Bacchante, Salon de 1899, marbre, médaille de 3e classe[5].
- Neuilly-sur-Seine, cimetière ancien : René Falconnier, médaillon en bronze du pensionnaire de la Comédie-Française ornant sa sépulture[6].
- Nîmes, musée des beaux-arts : Mlle Marie Sallé, buste en plâtre[7].
- Paris :
  - cimetière d’Auteuil : Charles Leron-Levant, négociant, médaillon en bronze ornant un monument réalisé par Hector Guimard.
  - cimetière ancien de Neuilly-sur-Seine[8] : Réné Falconnier (1857-1930), pensionnaire de la Comédie Française, médaillon en bronze [9]
  - cimetière du Père-Lachaise : Adolphe Itasse, buste en bronze, et un Angelot en bronze ornant la sépulture du sculpteur.
  - Conservatoire national supérieur de musique et de danse de Paris : Hector Berlioz, 1919, buste en fonte, 75 cm[10],[11].
  - École nationale de la France d'outre-mer : Francis Garnier, 1905, buste en marbre, 80 cm[12].
  - Maison de Balzac : Honoré de Balzac, 1911, médaillon en marbre, commandé par la Société des amis de Balzac[13].
  - musée de l’Armée : Francis Garnier, buste en plâtre.
  - musée Carnavalet : Portrait de Coquelin aîné (1841-1909), dans son rôle dans l'Affaire des Poissons, statuette en bronze [14].
  - musée d’Orsay :
    - Saint-Sébastien, masque en grès émaillé exécuté par Émile Muller et Cie à Ivry-sur-Seine[15] ;
    - Le Bain, Salon de 1910,  marbre[16].

  - Opéra Garnier : Mlle Marie Sallé, Salon de 1887, buste en marbre[17].
  - Petit Palais, musée des Beaux-Arts de la Ville de Paris :  Fillette sur l'âne, 1925, statuette en bronze[18].
- Pouldreuzic : Monument aux morts, 1922. Monument en pierre de taille réalisé d'après modèle présenté par Itasse-Broquet sur les plans de Charles Chaussepied, architecte. La sculpture représentant un soldat portant secours à un camarade blessé a été taillée dans la pierre noire de Kersanton par les frères Donnart, granitiers à Landerneau. Il a été inauguré le 24 septembre 1922[19],[20]. Jeanne Itasse-Broquet est l’une des rares femmes sculpteur à avoir reçu la commande de monuments aux morts.